# Square Albert-Schweitzer
Le square Albert-Schweitzer  est un espace vert du 4e arrondissement de Paris, dans le quartier Saint-Gervais.

## Situation et accès
L'entrée du jardin se trouve au 5, rue des Nonnains-d'Hyères.
Ce site est desservi par la ligne 7 à la station de métro Pont Marie.

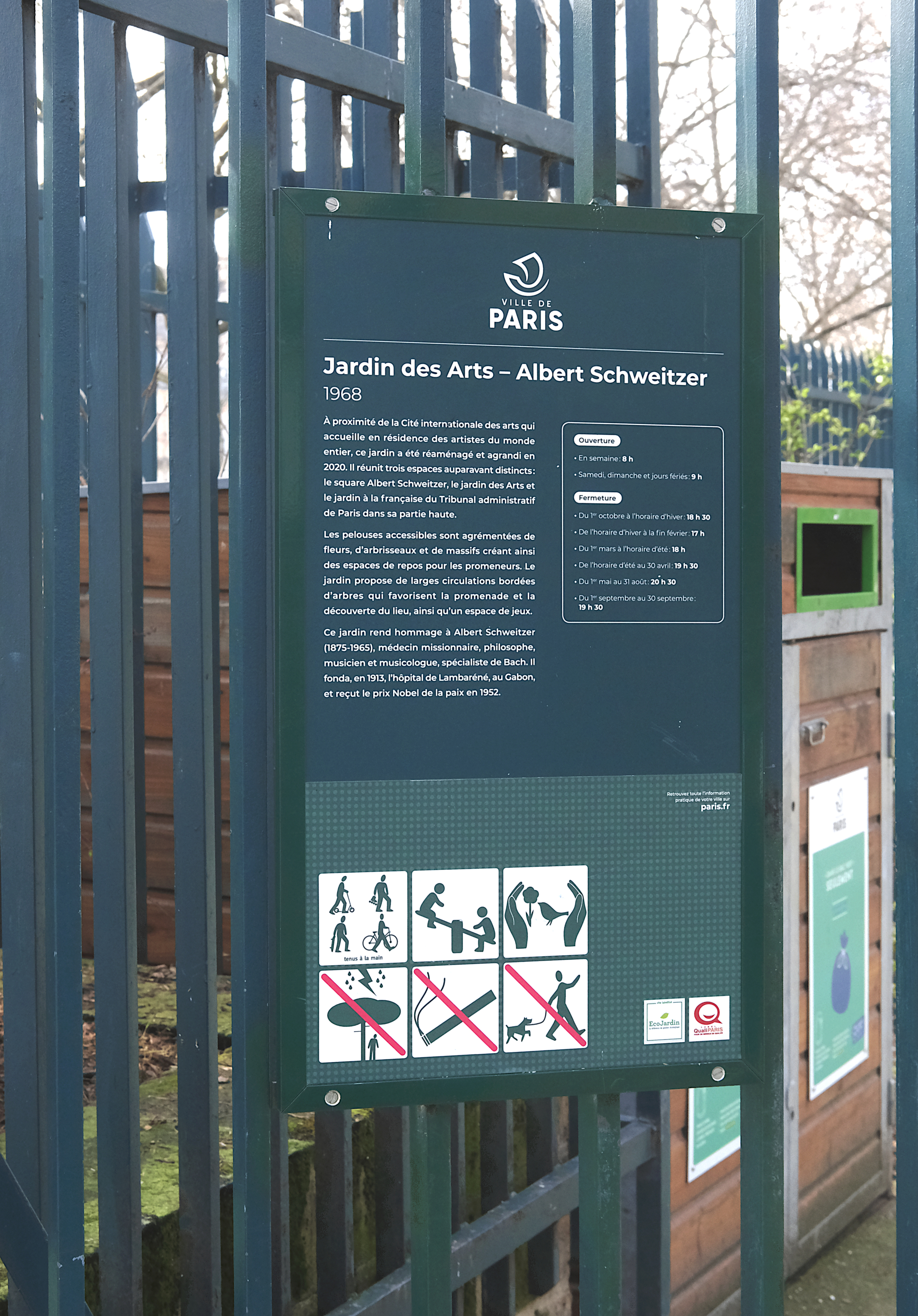
L'entrée du jardin.
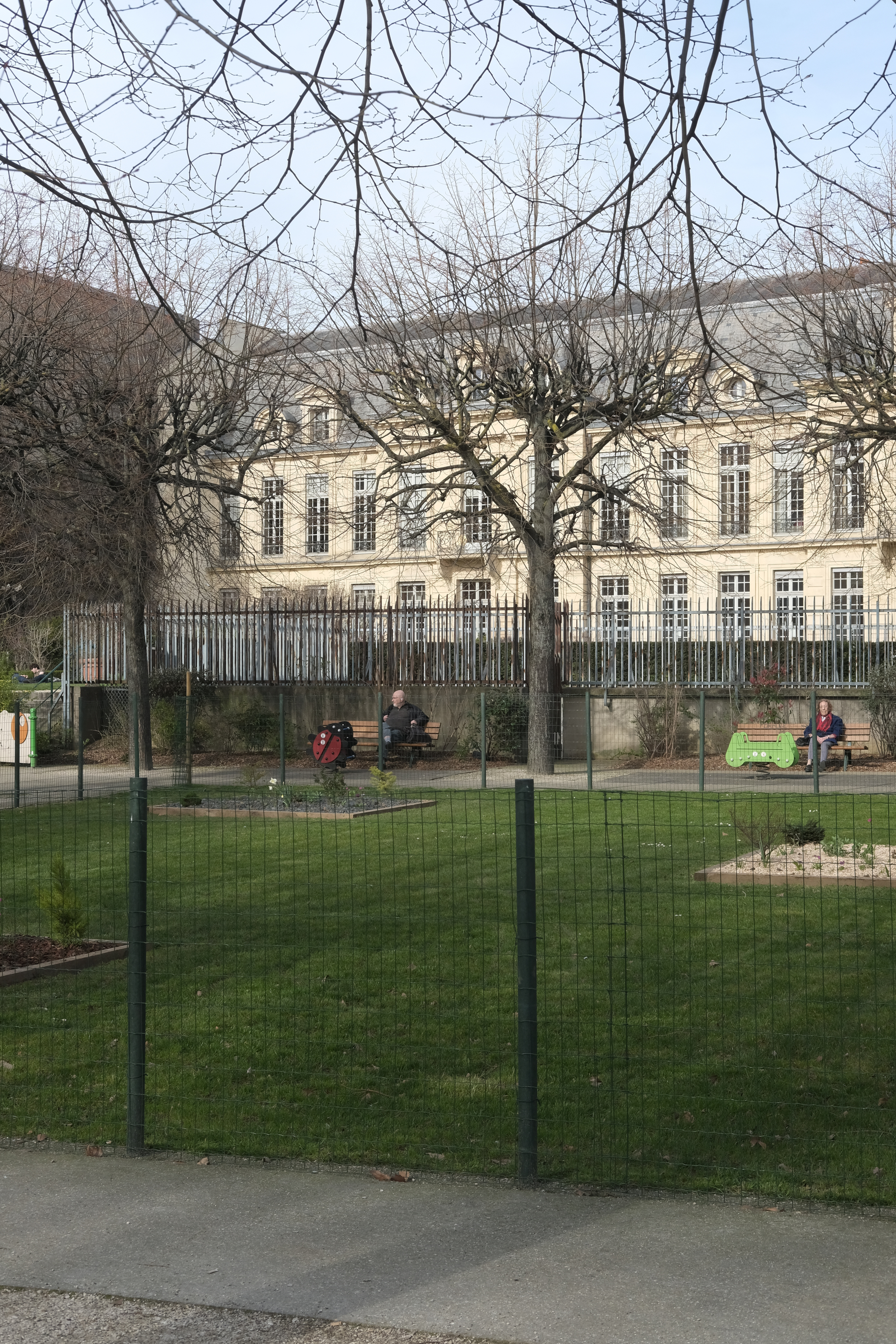
Le jardin des Arts - Albert Schweitzer.
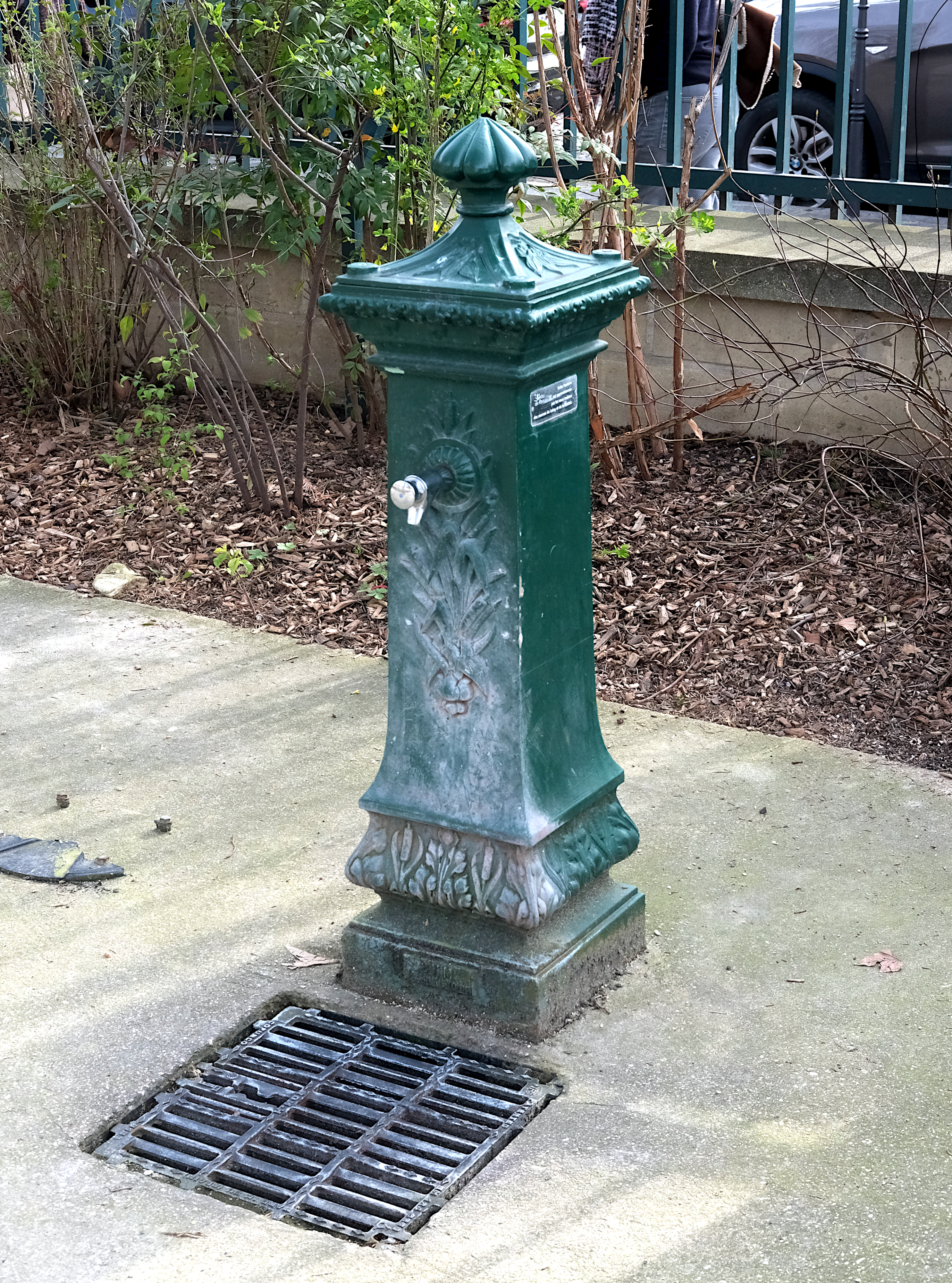
Petite fontaine Wallace du jardin.

## Origine du nom
Il rend hommage à Albert Schweitzer (1875-1965), médecin, philosophe, pasteur et théologien protestant, organiste, lauréat du prix Nobel de la paix en 1952. On voit parfois en lui un précurseur de l'action humanitaire, de l'écologie, de l'antispécisme et du désarmement nucléaire.

## Historique
Le square est créé en 1968 sous son nom actuel. En juin 2020, il est réuni avec le jardin de la Cité internationale des arts, et le jardin à la française du tribunal administratif, sous le nom de « Jardin des Arts - Albert Schweitzer »,. 